# Haplotyp
En haplotyp, som är en sammandragning av haploid genotyp, är inom genetik en beteckning för en samling av specifika alleler i en samling närliggande gener på den ena kromosomen i ett kromosompar. Dessa gener ligger så nära varandra att de i praktiken alltid nedärvs tillsammans - det vill säga det saknas så kallade recombination hotspots mellan gen-loci, vilket innebär att vid homolog rekombination förblir genvarianterna på samma kromosom. En haplotyp är därför en grupp gener som en avkomma oftast ärver från den ena föräldern.
Begreppet haplotyp används inom transfusionsmedicin bland annat om genkomplex inom RH-systemet och HLA-regionen. Exempel på en haplotyp är genklustret för människans MHC-alleler (Major Histocompatibility Complex) på kromosom 6. Generna för MHC klass I och klass II ligger tätt packade i samma kromosomala region, och genomgår inte genrekombination vid meios (könscelldelning). Däremot är generna för MHC bland de mest polymorfa (formskiftande) gener som existerar, med hundratals olika alleler i den mänskliga populationen.